# Ricardo Carvalho
Ricardo Carvalho, född 18 maj 1978 i Amarante, är en portugisisk före detta fotbollsspelare som har spelat i det portugisiska landslaget. Hans position var mittback. 

## Klubbkarriär
Den 10 augusti 2010 blev Carvalho klar för Real Madrid, där han återförenas med tränaren José Mourinho. Han tecknade ett tvåårskontrakt med klubben. 

## Landslagskarriär
Den 31 augusti 2011 avgick Carvalho från internationell fotboll på grund av kontroverser före Portugals match mot Cypern under EM kvalet.

## Meriter

### Porto
- Primeira Liga (3): 1998/1999, 2002/2003, 2003 /2004
- Portugisiska cupen (1): 2002/2003
- Supertaça Cândido de Oliveira (3): 1998, 2003, 2004
- Uefa cupen (1): 2002/2003
- Uefa Champions League (1): 2003/2004

### Chelsea
- Premier League (3): 2004/2005, 2005/2006, 2009/2010
- FA-cupen (3): 2006/2007, 2008/2009, 2009/2010
- FA Community Shield (2): 2005, 2009
- Engelska Ligacupen (2): 2004/2005, 2006/2007

### Real Madrid
- La Liga (1): 2011/2012
- Spanska cupen (1): 2010/2011
- Spanska supercupen (1): 2011/2012

### Portugal
- EM-Guld 2016